# Crepidomanes bilabiatum
Crepidomanes bilabiatum är en hinnbräkenväxtart som först beskrevs av Christian Gottfried Daniel Nees von Esenbeck och Bl., och fick sitt nu gällande namn av Edwin Bingham Copeland. Crepidomanes bilabiatum ingår i släktet Crepidomanes och familjen Hymenophyllaceae. Inga underarter finns listade.